# قرة كوسة
قرة كوسة (بالفارسية: قره کوسه) هي قرية تقع في قسم بيزكي الريفي (مقاطعة تشناران) في إيران. يقدر عدد سكانها بـ 259 نسمة بحسب إحصاء 2016.